# Hausschrift
Eine Hausschrift ist eine überwiegend oder sogar ausschließlich von einem Unternehmen eingesetzte Schriftart. Sie ist Teil des Corporate Design und der Corporate Identity.
Eine Hausschrift soll folgende Kriterien erfüllen:
- soll einen hohen Wiedererkennungswert besitzen.
- muss eine gute Lesbarkeit aufweisen.
- ist durch die einzelnen Geschäfts- und Werbeauftritte hindurch einheitlich und konstant zu verwenden.
- soll die Unternehmensphilosophie widerspiegeln und zum Produktangebot passen.

Die Hausschrift erscheint in der Regel zusammen mit dem Logo oder dem Signet eines Unternehmens. Die Schriftart und -größe muss daher mit den Formen und Farben des Firmenemblems harmonieren. Insbesondere die Entscheidung, ob ein eher magerer oder fetter Schriftschnitt gewählt wird, und ob die Schrift mit Serifen versehen sein soll, hängt mit dem zu vertretenden Produkt und der Unternehmensphilosophie zusammen.
Die Fertigkeit bei der Auswahl und Gestaltung einer passenden Hausschrift liegt einerseits darin, den individuellen Charakter eines Unternehmens zu unterstreichen. Andererseits sollte eine Hausschrift zu Gunsten der Lesbarkeit nicht zu komplex und eigen sein.
Wie in den meisten Bereichen der Typografie, existieren auch bei den Hausschriften keine allgemein verbindlichen Regeln. Aufgrund der Vorinstallierung mit gängigen Betriebssystemen wurden in den 1990er- und 2000er-Jahren besonders in kleineren Unternehmen die Schriften Times New Roman und Arial verwendet. Sie werden als gut lesbar betrachtet. Der Nachteil ergab sich bei dieser Schriftwahl aus der fehlenden Originalität und Individualität, sie gelten als beliebig.
Verschiedene Schriftanbieter führen kostenpflichtige, besonders für den Einsatz als Hausschrift geeignete Schriften zu diesem Zweck an. Sehr verbreitet sind unter anderem die Schriftarten Univers, Helvetica, Gill Sans und Frutiger, in Deutschland auch die DIN-Schrift.
Viele Großkonzerne oder staatliche Stellen benutzen exklusiv in eigenem Auftrag entworfene (oder abgeänderte) Schriftfamilien. Adrian Frutiger entwarf 1970 für den Flughafen Paris-Charles de Gaulle die Schriftart Roissy. DB Type wurde von Erik Spiekermann und Christian Schwartz für die Deutsche Bahn entworfen. Stefan Hattenbach und Jesper Robinell entwarfen 2013 für Regierungsdokumente und Veröffentlichungen Schwedens die Sweden Sans.